# Abierto de Francia de Golf
El Abierto de Francia de Golf es un torneo masculino de golf disputado en Francia que forma parte del PGA European Tour. La edición inaugural tuvo lugar en La Boulie Golf Club en el año 1906, por lo que es el más antiguo de la Europa Continental; actualmente es uno de los más importantes de esa región. La sede rotó durante décadas hasta 1991, cuando se estableció en Le Golf National cerca de París con excepciones en 1999 y 2001.
En 2004, la Federación Francesa de Golf introdujo en el Abierto de Francia de Golf rondas eliminatorias abiertas para profesionales y amateurs, a semejanza de las del Abierto de Estados Unidos y Abierto Británico.

## Ganadores
| Año       | Campo                                                             | Jugador                                                           | Resultado                                                         | Subcampeón(es)                                                    |
| --------- | ----------------------------------------------------------------- | ----------------------------------------------------------------- | ----------------------------------------------------------------- | ----------------------------------------------------------------- |
| 2024      | Le Golf National                                                  | Dan Bradbury                                                      | 268 (−16)                                                         | Sam Bairstow, Thorbjørn Olesen, Yannik Paul, Jeff Winther         |
| 2023      | Le Golf National                                                  | Ryo Hisatsune                                                     | 270 (−14)                                                         | Jordan Smith, Jeff Winther                                        |
| 2022      | Le Golf National                                                  | Guido Migliozzi                                                   | 268 (−16)                                                         | Rasmus Højgaard                                                   |
| 2021      | No se disputó debido a la Pandemia de enfermedad por coronavirus. | No se disputó debido a la Pandemia de enfermedad por coronavirus. | No se disputó debido a la Pandemia de enfermedad por coronavirus. | No se disputó debido a la Pandemia de enfermedad por coronavirus. |
| 2020      | No se disputó debido a la Pandemia de enfermedad por coronavirus. | No se disputó debido a la Pandemia de enfermedad por coronavirus. | No se disputó debido a la Pandemia de enfermedad por coronavirus. | No se disputó debido a la Pandemia de enfermedad por coronavirus. |
| 2019      | Le Golf National                                                  | Nicolas Colsaerts                                                 | 272 (−12)                                                         | Joachim B. Hansen                                                 |
| 2018      | Le Golf National                                                  | Alex Norén                                                        | 277 (−7)                                                          | Russell Knox, Julian Suri, Chris Wood                             |
| 2017      | Le Golf National                                                  | Tommy Fleetwood                                                   | 272 (−12)                                                         | Peter Uihlein                                                     |
| 2016      | Le Golf National                                                  | Thongchai Jaidee                                                  | 273 (−11)                                                         | Francesco Molinari                                                |
| 2015      | Le Golf National                                                  | Bernd Wiesberger                                                  | 271 (−13)                                                         | James Morrison                                                    |
| 2014      | Le Golf National                                                  | Graeme McDowell (2)                                               | 279 (−5)                                                          | Thongchai Jaidee, Kevin Stadler                                   |
| 2013      | Le Golf National                                                  | Graeme McDowell                                                   | 275 (−9)                                                          | Richard Sterne                                                    |
| 2012      | Le Golf National                                                  | Marcel Siem                                                       | 276 (−8)                                                          | Francesco Molinari                                                |
| 2011      | Le Golf National                                                  | Thomas Levet                                                      | 277 (−7)                                                          | Mark Foster, Thorbjørn Olesen                                     |
| 2010      | Le Golf National                                                  | Miguel Ángel Jiménez                                              | 273 (−11)PO                                                       | Alejandro Cañizares, Francesco Molinari                           |
| 2009      | Le Golf National                                                  | Martin Kaymer                                                     | 271 (−13)PO                                                       | Lee Westwood                                                      |
| 2008      | Le Golf National                                                  | Pablo Larrazábal                                                  | 269 (−15)                                                         | Colin Montgomerie                                                 |
| 2007      | Le Golf National                                                  | Graeme Storm                                                      | 277 (−7)                                                          | Søren Hansen                                                      |
| 2006      | Le Golf National                                                  | John Bickerton                                                    | 273 (−11)                                                         | Pádraig Harrington                                                |
| 2005      | Le Golf National                                                  | Jean-François Remésy (2)                                          | 273 (−11)PO                                                       | Jean Van de Velde                                                 |
| 2004      | Le Golf National                                                  | Jean-François Remésy                                              | 272 (−12)                                                         | Richard Green, Nick O'Hern                                        |
| 2003      | Le Golf National                                                  | Philip Golding                                                    | 273 (−15)                                                         | David Howell                                                      |
| 2002      | Le Golf National                                                  | Malcolm MacKenzie                                                 | 274 (−14)                                                         | Trevor Immelman                                                   |
| 2001      | Lyon Villette                                                     | José María Olazábal                                               | 268(−12)                                                          | Greg Turner, Paul Eales, Costantino Rocca                         |
| 2000      | Le Golf National                                                  | Colin Montgomerie                                                 | 272 (−16)                                                         | Jonathan Lomas                                                    |
| 1999      | Pian Médoc                                                        | Retief Goosen (2)                                                 | 272 (−12)PO                                                       | Greg Turner                                                       |
| 1998      | Le Golf National                                                  | Sam Torrance                                                      | 276 (−12)                                                         | Massimo Florioli, Bernhard Langer, Mathew Goggin, Oliver Edmond   |
| 1997      | Le Golf National                                                  | Retief Goosen                                                     | 271 (−17)                                                         | Jamie Spence                                                      |
| 1996      | Le Golf National                                                  | Robert Allenby                                                    | 272 (−16)PO                                                       | Bernhard Langer                                                   |
| 1995      | Le Golf National                                                  | Paul Broadhurst                                                   | 274 (−14)                                                         | Neal Briggs                                                       |
| 1994      | Le Golf National                                                  | Mark Roe                                                          | 274 (−14)                                                         | Gabriel Hjertstedt                                                |
| 1993      | Le Golf National                                                  | Costantino Rocca                                                  | 273(−11)PO                                                        | Paul McGinley                                                     |
| 1992      | Le Golf National                                                  | Miguel Ángel Martín                                               | 276 (−8)                                                          | Martin Poxon                                                      |
| 1991      | Le Golf National                                                  | Eduardo Romero                                                    | 281 (−7)                                                          | José María Olazábal, Sam Torrance                                 |
| 1990      | Chantilly                                                         | Philip Walton                                                     | 275 (−5)PO                                                        | Bernhard Langer                                                   |
| 1989      | Chantilly                                                         | Nick Faldo (3)                                                    | 273 (−7)                                                          | Hugh Baiocchi, Mark Roe, Bernhard Langer                          |
| 1988      | Chantilly                                                         | Nick Faldo (2)                                                    | 274 (−6)                                                          | Dennis Durnian, Wayne Riley                                       |
| 1987      | Saint-Cloud                                                       | José Rivero                                                       | 269 (−19)                                                         | Howard Clark                                                      |
| 1986      | La Boulie                                                         | Seve Ballesteros (4)                                              | 269 (−19)                                                         | Vicente Fernández                                                 |
| 1985      | Saint-Germain                                                     | Seve Ballesteros (3)                                              | 263 (−21)                                                         | Sandy Lyle                                                        |
| 1984      | Saint-Cloud                                                       | Bernhard Langer                                                   | 270 (−18)                                                         | José Rivero                                                       |
| 1983      | La Boulie                                                         | Nick Faldo                                                        | 277 (−11)PO                                                       | José María Cañizares, David J Russell                             |
| 1982      | Saint-Nom-la-Bretèche                                             | Seve Ballesteros (2)                                              | 278 (−10)                                                         | Sandy Lyle                                                        |
| 1981      | Saint-Germain                                                     | Sandy Lyle                                                        | 270 (−14)                                                         | Bernhard Langer                                                   |
| 1980      | Saint-Cloud                                                       | Greg Norman                                                       | 268 (−20)                                                         | Ian Mosey                                                         |
| 1979      | Lyon                                                              | Bernard Gallacher                                                 | 284 (−8)                                                          | William Milne                                                     |
| 1978      | La Baule                                                          | Dale Hayes                                                        | 269 (−19)                                                         | Seve Ballesteros                                                  |
| 1977      | Le Touquet                                                        | Seve Ballesteros                                                  | 282 (−6)                                                          | Antonio Garrido, Manuel Piñero, John Bland, Ian Stanley           |
| 1976      | Le Touquet                                                        | Vincent Tshabalala                                                | 272 (−16)                                                         | Salvador Balbuena                                                 |
| 1975      | La Boulie                                                         | Brian Barnes                                                      | 281 (−7)                                                          | Neil Coles, Eamonn Darcy, Dale Hayes, John O'Leary                |
| 1974      | Chantilly                                                         | Peter Oosterhuis (2)                                              | 284 (+4)                                                          | Peter Townsend                                                    |
| 1973      | La Boulie                                                         | Peter Oosterhuis                                                  | 280 (−4)                                                          | Tony Jacklin                                                      |
| 1972      | Biarritz La Nivelle                                               | Barry Jaeckel                                                     | 265 (−23)PO                                                       | Clive Clark                                                       |
| 1971      | Biarritz                                                          | Lu Liang-Huan                                                     | 262 (−10)                                                         | Roberto De Vicenzo, Vicente Fernández                             |
| 1970      | Chantaco                                                          | David Graham                                                      | 268                                                               | Jean Garaïalde, Florentino Molina                                 |
| 1969      | Saint-Nom-la-Bretèche                                             | Jean Garaïalde                                                    | 277 PO                                                            | Roberto De Vicenzo                                                |
| 1968      | Saint-Cloud                                                       | Peter Butler                                                      | 272                                                               |                                                                   |
| 1967      | Saint-Germain                                                     | Bernard Hunt                                                      | 271                                                               | Peter Butler                                                      |
| 1966      | La Boulie                                                         | Denis Hutchinson                                                  | 274                                                               |                                                                   |
| 1965      | Saint-Nom-la-Bretèche                                             | Ramón Sota                                                        | 268                                                               | Cobie LeGrange                                                    |
| 1964      | Chantilly                                                         | Roberto De Vicenzo (3)                                            | 272PO                                                             | Cobie LeGrange                                                    |
| 1963      | Saint-Cloud                                                       | Bruce Devlin                                                      | 273                                                               | Kel Nagle                                                         |
| 1962      | Saint-Germain                                                     | Alan Murray                                                       | 274                                                               | Peter Thomson, Bob Charles                                        |
| 1961      | La Boulie                                                         | Kel Nagle                                                         | 271                                                               | Peter Thomson                                                     |
| 1960      | Saint-Cloud                                                       | Roberto De Vicenzo (2)                                            | 275                                                               | Leopoldo Ruiz, Bill Johnston                                      |
| 1959      | La Boulie                                                         | Dave Thomas                                                       | 276                                                               | Peter Alliss                                                      |
| 1958      | Saint-Germain                                                     | Flory Van Donck (3)                                               | 276PO                                                             | Harold Henning                                                    |
| 1957      | Saint-Cloud                                                       | Flory Van Donck (2)                                               | 266                                                               |                                                                   |
| 1956      | Deauville                                                         | Ángel Miguel                                                      | 277                                                               | Antonio Cerdá, Trevor Wilkes, Flory Van Donck                     |
| 1955      | La Boulie                                                         | Byron Nelson                                                      | 271                                                               | Harry Weetman                                                     |
| 1954      | Saint-Cloud                                                       | Flory Van Donck                                                   | 275                                                               | Aldo Casera, Norman Von Nida                                      |
| 1953      | La Boulie                                                         | Bobby Locke (2)                                                   | 276                                                               | Max Faulkner                                                      |
| 1952      | Saint-Germain                                                     | Bobby Locke                                                       | 268                                                               | Antonio Cerdá                                                     |
| 1951      | Saint-Cloud                                                       | Hassan Hassanein                                                  | 278                                                               |                                                                   |
| 1950      | Chantilly                                                         | Roberto De Vicenzo                                                | 279                                                               |                                                                   |
| 1949      | Saint-Germain                                                     | Ugo Grappasonni                                                   | 275                                                               |                                                                   |
| 1948      | Saint-Cloud                                                       | Firmin Cavalo                                                     | 287                                                               |                                                                   |
| 1947      | Chantilly                                                         | Henry Cotton (2)                                                  | 285                                                               |                                                                   |
| 1946      | Saint-Cloud                                                       | Henry Cotton                                                      | 269                                                               |                                                                   |
| 1940-1945 | No se disputó debido a la Segunda Guerra Mundial.                 | No se disputó debido a la Segunda Guerra Mundial.                 | No se disputó debido a la Segunda Guerra Mundial.                 | No se disputó debido a la Segunda Guerra Mundial.                 |
| 1939      | Le Touquet                                                        | Martín Pose                                                       | 285                                                               |                                                                   |
| 1938      | Fourqueux                                                         | Marcel Dallemagne (3)                                             | 282                                                               |                                                                   |
| 1937      | Saint-Cloud                                                       | Marcel Dallemagne (2)                                             | 278                                                               |                                                                   |
| 1936      | Saint-Germain                                                     | Marcel Dallemagne                                                 | 277 PO                                                            |                                                                   |
| 1935      | Le Touquet                                                        | Sid Brews (2)                                                     | 293                                                               |                                                                   |
| 1934      | Dieppe                                                            | Sid Brews                                                         | 284                                                               |                                                                   |
| 1933      | Chantilly                                                         | Bert Gadd                                                         | 283                                                               |                                                                   |
| 1932      | Saint-Cloud                                                       | Arthur Lacey                                                      | 295                                                               |                                                                   |
| 1931      | Deauville                                                         | Aubrey Boomer (5)                                                 | 291                                                               | Tomas Genta                                                       |
| 1930      | Dieppe                                                            | Ernest Whitcombe                                                  | 282                                                               |                                                                   |
| 1929      | Fourqueux                                                         | Aubrey Boomer (4)                                                 | 283                                                               |                                                                   |
| 1928      | La Boulie                                                         | Cyril Tolley (amateur) (2)                                        | 283                                                               |                                                                   |
| 1927      | Saint-Germain                                                     | George Duncan (2)                                                 | 299                                                               |                                                                   |
| 1926      | Saint-Cloud                                                       | Aubrey Boomer (3)                                                 | 280                                                               |                                                                   |
| 1925      | Chantilly                                                         | Arnaud Massy (4)                                                  | 291                                                               |                                                                   |
| 1924      | La Boulie                                                         | Cyril Tolley (amateur)                                            | 290                                                               |                                                                   |
| 1923      | Dieppe                                                            | James Ockenden                                                    | 288                                                               |                                                                   |
| 1922      | La Boulie                                                         | Aubrey Boomer (2)                                                 | 286                                                               |                                                                   |
| 1921      | Le Touquet                                                        | Aubrey Boomer                                                     | 284 PO                                                            |                                                                   |
| 1920      | La Boulie                                                         | Walter Hagen                                                      | 298 PO                                                            |                                                                   |
| 1915-1919 | No se disputó debido a la Primera Guerra Mundial.                 | No se disputó debido a la Primera Guerra Mundial.                 | No se disputó debido a la Primera Guerra Mundial.                 | No se disputó debido a la Primera Guerra Mundial.                 |
| 1914      | Le Touquet                                                        | James Douglas Edgar                                               | 288                                                               |                                                                   |
| 1913      | Chantilly                                                         | George Duncan                                                     | 304                                                               |                                                                   |
| 1912      | La Boulie                                                         | Jean Gassiat                                                      | 289                                                               |                                                                   |
| 1911      | La Boulie                                                         | Arnaud Massy (3)                                                  | 284                                                               |                                                                   |
| 1910      | La Boulie                                                         | James Braid                                                       | 298                                                               |                                                                   |
| 1909      | La Boulie                                                         | John Henry Taylor (2)                                             | 293                                                               |                                                                   |
| 1908      | La Boulie                                                         | John Henry Taylor                                                 | 300                                                               |                                                                   |
| 1907      | La Boulie                                                         | Arnaud Massy (2)                                                  | 298                                                               | Jean Gassiat                                                      |
| 1906      | La Boulie                                                         | Arnaud Massy                                                      | 292                                                               |                                                                   |